# マスク (アルバム)
『マスク』（Mask）は、ヴァンゲリスが1985年に発表したアルバム。

## 曲目
1. ムーブメント 1 (10:18)
2. ムーブメント 2 (3:26)
3. ムーブメント 3 (6:38)
4. ムーブメント 4 (8:41)
5. ムーブメント 5 (10:00)
6. ムーブメント 6 (4:22)

## 概要
オリジナルアルバム。日本国内盤ライナーノーツで解説を担当した藤本雄三は「詳細な内容はヴァンゲリス側から情報が無いため不明だが、ムーブメント4の構造などから、古代から続いている「ギリシアの野外劇場などで催された仮面劇(ギリシア悲劇)」をテーマにしているのではないか」と同解説で意見を述べている。
このアルバムを最後に、ヴァンゲリスはポリドールを離れ、アリスタに移籍した。